# Navajo City
Navajo City è una comunità non incorporata degli Stati Uniti d'America della contea di Rio Arriba nello Stato del Nuovo Messico. Si trova appena a nord della Riserva Navajo, nella parte nord-est dello stato. È situata all'incrocio tra la U.S. Route 64 e la New Mexico State Road 539.

## Storia
I Navajo si stabilirono in quest'area all'inizio del 1630. La famiglia Hubbell gestiva un trading post qui tra il 1880 e il 1882.